# 重庆市垫江中学校
重庆市垫江中学校位于重庆市桂溪街道桂溪鎮峽口村，全称为重庆市垫江中学校，简称垫中。学校建立于1906年，前身为忠州中学堂，是重庆市首批重点中学之一。

## 历史沿革
- 1907年建立忠州中学堂
- 1946年开设高中
- 1950年由中华人民共和国政府接管
- 1951年命名为“川东区垫江中学”
- 1953年定名为“四川省垫江中学”
- 1984年被批准为四川省首批重点中学
- 1998年被命名为重庆市首批重点中学

## 教育情况
- 学生：总人数近7000人
- 教师：近400人。在专任教师中，有研究员1人，特级教师2人，高级教师69人[2]，